# Pararothia camilla
Pararothia camilla là một loài bướm đêm trong họ Noctuidae.